# Juan Conde Ibáñez
Juan Luis Conde Ibáñez (ur. 1997) – kubański zapaśnik walczący w stylu klasycznym. Srebrny medalista mistrzostw panamerykańskich w 2022. Drugi na mistrzostwach panamerykańskich juniorów w 2015 roku.